# Jacques d'Yauville
Jacques Le Fournier d'Yauville, né en 1711 en Normandie et mort le 23 août 1784 à Versailles, attaché pendant 56 ans à la vénerie du Roi qu'il commandait lorsqu'il mourut à l'âge de 73 ans. En 1788 fut publié, pour la première fois, son Traité de Vénerie. Cet ouvrage présente les différents aspects de la vénerie du cerf, et l'organisation de la vénerie royale. Sa réédition de 1929 est illustrée d'œuvres de Jean-Baptiste Oudry.
Officier de la maison du duc de Penthièvre, alors grand veneur, il forme notamment le prince souverain de Dombes .

## Œuvre
- Traité de vénerie. Paris, Imp. royale, 1788. (OCLC 34882547)
- Traité de vénerie, illustré de vingt-sept figures de Jean-Baptiste Oudry. Paris, Nourry, 1929. (OCLC 44793170)
- Traité de vénerie Paris, Pygmalion, 1987. (OCLC 842993883)
- Traité de vénerie (manuscrit calligraphié par Olivier de Penne vers 1880). Paris, La Croix du loup, 2009. (OCLC 505749755)